# Retour aux sources...
Retour aux sources... (titre original : Meathouse Man) est une nouvelle de George R. R. Martin, parue pour la première fois en juin 1976 dans l'anthologie Orbit no 18 composée par Damon Knight. Cette nouvelle fait partie du recueil original Songs the Dead Men Sing, regroupant neuf histoires de Martin, publié en octobre 1983.
La nouvelle a été traduite et publiée en français en juillet 1983 dans l'anthologie Le Livre d'or de la science-fiction : Orbit, L'anthologie de Damon Knight parue aux éditions Pocket. Elle est parue ensuite en 2012 sous le titre Retour aux sources dans une traduction révisée par Pierre-Paul Durastanti dans la revue Bifrost no 67. Elle fait également partie sous ce nouveau titre du recueil R.R.étrospective (GRRM: A RRetrospective), publié en septembre 2003.

## Distinction
- La nouvelle a été nommée pour le prix Locus de la meilleure nouvelle longue 1977.